# Diecéze Agartala
Diecéze Agartala je diecéze římskokatolické církve, nacházející se v Indii.

## Území
Diecéze zahrnuje celé území státu Tripura.
Biskupským sídlem je město Agartala, kde se také nachází hlavní chrám – katedrála sv. Františka Xaverského.
Diecéze se dělí na 20 farností. K roku 2013 měla 40 835 věřících, 5 diecézních kněží, 57 řeholních kněží, 96 řeholníků a 141 řeholnic.

## Historie
Diecéze byla založena 11. ledna 1996 bulou Venerabiles Fratres papeže Jana Pavla II., a to z části území diecéze Silchar.

## Seznam biskupů
- Lumen Monteiro, C.S.C. (od 1996)